# Січкаренко Віталій Миколайович
Віта́лій Микола́йович Січкаре́нко (06.09.1984—26.02.2022) — капітан (посмертно) Збройних Сил України, учасник російсько-української війни.

## Життєпис
Народився 6 вересня 1984 року в місті Охтирка Сумської області.
Військову службу проходив у 91 окремому Охтирському полку підтримки.
Приймав безпосередню участь у захисті Батьківщини в районах проведення АТО та ООС.
Загинув 26 лютого 2022 в районі міста Охтирка.

## Нагороди та вшанування
- Орден «Богдана Хмельницького» III ступеня[1].
- «Почесний громадянин міста Охтирки»[2]